# Koperen metaalwapenvlieg
De koperen metaalwapenvlieg (Sargus cuprarius) is een vliegensoort uit de familie van de wapenvliegen (Stratiomyidae). De wetenschappelijke naam van de soort is gepubliceerd in 1758 door Linnaeus in de tiende editie van Systema naturae.